# Netty
Netty是一个非阻塞I/O客户端-服务器框架，主要用于开发Java网络应用程序，如协议服务器和客户端。异步事件驱动的网络应用程序框架和工具用于简化网络编程，例如TCP和UDP套接字服务器。Netty包括了反应器编程模式的实现。Netty最初由JBoss开发，现在由Netty项目社区开发和维护。
除了作为异步网络应用程序框架，Netty还包括了对HTTP、HTTP2、DNS及其他协议的支持，涵盖了在Servlet容器内运行的能力、对WebSockets的支持、与Google Protocol Buffers的集成、对SSL/TLS的支持以及对用于SPDY协议和消息压缩的支持。自2004年以来，Netty一直在被积极开发。
从版本4.0.0开始，Netty在支持NIO和阻塞Java套接字的同时，还支持使用NIO.2作为后端。